# Ala dos Namorados
Ala dos Enamorados fue un grupo musical portugués creado en 1993 por João Gil, Manuel Paulo, y João Monge, con Nuno Guerreiro (Loulé, 1972 - Lisboa, 2025) como vocalista y a los que se unió posteriormente José Moz Carrapa.

## Trayectoria artística
Ala dos Enamorados fue creada en 1993, a partir de canciones de João Gil, João Monge y Manuel Paulo. El grupo consiguió bastante éxito en los años 90, participando en numerosas ocasiones en festivales fuera de Portugal. El grupo descubrió al cantante Nuno Guerreiro, en un espectáculo de Carlos Paredes.
Después del lanzamiento de su álbum Alma en 1996, Moz Carrapa deja la banda, quedando João Gil, Manuel Paulo y Nuno Guerreiro como cantante.
En 1998 presentan el álbum Solta-se o beijo, que fue disco de platino en Portugal. Dos años después, se edita Cristal, que fue disco de oro en Portugal. Durante algún tiempo los miembros de la banda se dedican a otros proyectos.
En 2004 graban un DVD y un CD, Ao vivo no S. Luiz. En 2007, después de la salida de João Gil para formar la "Filarmónica Gil", teniendo como guitarrista a Mário Delgado y con canciones de João Monge y Manuel Paulo, también responsable de la producción, el grupo edita Mentiroso normal.

## Discografía
- 1994 - Ala dos Enamorados
- 1995 - Por minha dama
- 1996 - Alma
- 1999 - Solta-se o beijo
- 2000 - Cristal
- 2004 - Ao Vivo no S. Luíz (DVD)
- 2007 - Mentiroso normal
- 2013 - Razão de ser
- 2014 - Felicidade
- 2017 - Vintage